# Холифилд, Эвандер
Эва́ндер Хо́лифилд (англ. Evander Holyfield; род. 19 октября 1962, Этмор, Алабама, США) — американский боксёр-профессионал,  выступавший в полутяжёлой, первой тяжёлой и тяжёлой весовых категориях. Серебряный призёр Панамериканских игр в весовой категории до 81 кг (1981). Бронзовый призёр XXIII Олимпийских игр в той же весовой категории (1984). Член Международного зала боксёрской славы (2017).
Абсолютный чемпион мира в первом тяжёлом весе (1988). Чемпион мира в первом тяжёлом весе по версиям WBA (1986—1988), IBF (1987—1988), WBC (1988). Победил 5 бойцов за титул чемпиона мира в первом тяжёлом весе. Абсолютный чемпион мира в тяжёлой весовой категории (1990—1992). Чемпион мира в тяжёлой весовой категории по версиям WBC (1990—1992), IBF (1990—1992, 1993—1994, 1997—1999), WBA (1990—1992, 1993—1994, 1996—1999, 2000—2001), WBF (2010—2011). Победил 9 бойцов за титул чемпиона мира в тяжёлом весе.
«Боксёр года» по версии журнала «Ринг» (1987, 1996, 1997). Иностранный спортсмен года по версии BBC (1996). Лучшая позиция в рейтинге Pound for Pound — 3 (1988, 1998). Занимает 91-е место в рейтинге лучших боксеров всех времен и народов вне зависимости от весовой категории по версии BoxRec.
Единственный в истории профессионального бокса четырёхкратный чемпион мира в тяжёлом весе, а также первый боксёр (до Александра Усика), которому удалось завоевать звание абсолютного чемпиона мира в первой тяжёлой и тяжёлой весовых категориях.

## Любительская карьера
- 1983 Национальный чемпионат США. Бронзовый медалист (178 lbs).
- 1983 Панамериканские игры. Серебряный призёр (178 lbs).
  - Победил Родольфо Марина (Puerto Rico) 5-0
  - Победил Карлоса Салазора (Venezuela) RSC 2
  - Проиграл Пабло Ромеро (Cuba) 1-4
- 1984 Выиграл национальный турнир Golden Glovers (178 lbs)
- 1984 Бронзовый призёр Олимпийских игр. (178 lbs).
  - Победил Таю Акайа (Ghana) RSCH 3
  - Победил Исмаила Каила Саламана (Iraq) RSCH 2
  - Победил Силвейнуса Окелло (Kenya) KO 1
  - Проиграл Кевину Бэрри (Australia) DQ 2

Любительский рекорд: 160-14.

## Профессиональная карьера
Дебютировал в ноябре 1984 года.

### Полутяжёлый вес
Холифилд начал профессиональную карьеру в полутяжёлом весе с победы в шестираундовом бою над Лайнелом Байрамом в Мэдисон Сквер Гарден 15 ноября 1984 года.
20 января 1985 года он выиграл единогласным решением судей над Эриком Винбушем в Атлантик-Сити, Нью-Джерси.
13 марта он нокаутировал Фреда Брауна в первом раунде в Норфолке, штат Вирджиния, и 20 апреля он нокаутировал Марка Ривера в два тура в Корпус-Кристи, штат Техас.

### Первый тяжёлый вес

#### Чемпионский бой с Дуайтом Мохаммедом Кави
В 1986 году в 15-раундовом бою при разногласии судейских записок победил Холифилд. По словам Холифилда это был самый жёсткий поединок в его карьере. После боя Холифилд пролежал целую неделю в больнице. В больнице Холифилд был взвешен и его вес составил 77 кг (до боя он весил 86 кг). Холифилд потерял 9 кг во время тяжелейшего пятнадцатираундового боя.

#### Бой с Генри Тиллменом
В 1987 году защитил свой титул в бою с Генри Тиллменом.

#### Объединительный бой с Рикки Парки
В том же году в объединительном поединке победил Рикки Парки. В августе 1987 года защитил титулы в бою с Осси Окасио.

#### Чемпионский бой с Дуайтом Мохаммедом Кави II
В декабре 1987 года более убедительно победил Дуайта Мохаммеда Кави, на этот раз нокаутом в 4-м раунде.

#### Завоевание титула абсолютного чемпиона мира в первом тяжёлом весе
В 1988 году завершил объединение титулов, победив Карлоса Де Леона. Эвандер Холифилд стал первым абсолютным чемпионом мира в первом тяжёлом весе. После этого Эвандер Холифилд решил подняться в тяжёлый вес.

### Тяжёлый вес

#### Бой с Джеймсом Тиллисом
В июле 1988 года победил в 5 раунде Джеймса Тиллиса, который отказался продолжать бой.

#### Бой с Пинклоном Томасом
В декабре 1988 года Холифилд встретился с бывшим чемпионом в тяжёлом весе Пинклоном Томасом. Холифилд имел большое преимущество. После окончания 7-го раунда избитый Томас тяжело дошёл до своего угла, и его тренер сразу же принял решение прекратить бой.

#### Бой с Майклом Доуксом
В марте 1989 года в бою за титул WBC Холифилд встретился с бывшим чемпионом мира Майклом Доуксом. Соперники постоянно обменивались ударами. Холифилд был быстрее и имел небольшое преимущество. В конце первого раунда Холифилд ударил противника в пах. Доукс скорчился от боли. Ему дали время на восстановление. В начале 3 раунда Доукс пробил несколько точных комбинаций, которые пришлись в цель. Холифилд начал отвечать только в конце раунда. В 5 раунде Доукс загнал Холифилда к канатам и пробил серию ударов. Холифилд часто контратаковал. В 6 раунде Доукс ударил противника в пах. Рефери приостановил бой, но он сразу же возобновился. В этом раунде завязалась рубка, которая едва не продолжилась после гонга, когда Доукс ударил Холифилда, а тот сразу же ответил. В 7 раунде у Доукса развязалась перчатка, и рефери приостановил бой и отвёл Доукса в угол для устранения проблемы. завязался обмен ударами и у Доукса снова развязалась перчатка. Снова завязался обмен ударами, в котором Холифилд был точнее своего соперника После 7 раунда у Доукса открылось рассечение под левым глазом. В 8 раунде снова завязалась рубка. В середине раунда Доукс потряс Холифилда серией ударов в голову, но развить успех не смог и в конце раунда инициативу в свои руки снова взял Холифилд. В 9 раунде рубка продолжилась. Оба боксёра несколько раз потрясли друг друга. В середине 10 раунда Холифилд поймал Доукса точным попаданием. Доукса повело назад Холифилд кинулся его добивать. Доукс ушёл от ударов, отойдя к канатам. Холифилд бросился за ним и пробил длинный левый кросс в подбородок. Доукс отошёл и упал. Выскочили люди из угла Доукса и прекратили бой. Бой получил статус «бой года» в 1989 году, и «бой десятилетия» в супертяжёлом весе.

#### Бой с Эдилсоном Родригесом
В июле 1989 года Холифилд вышел на ринг против бразильца Эдилсона Родригеса. В середине 2-го раунда Холифилд пробил правый хук в висок. Родригес сразу же рухнул на канвас. Рефери досчитал до 10, и зафиксировал нокаут. Бразилец лежал на канвасе больше минуты.

#### Бой с Алексом Стюартом I
В ноябре 1989 года состоялся бой двух непобеждённых боксёров — Эвандера Холифилда и Алекса Стюарта. Холифилд был 1-м сильным противником Стюарта в карьере. В бою Стюарт получил рассечение над левым глазом уже в первом раунде. Весь бой доминировал Холифилд, причём Стюарт несколько раз был на грани нокдауна, но всё же устоял. После 8-го раунда тренер Стюарта попросил врача осмотреть боксёра. Врач решил остановить бой.

#### Завоевание титула абсолютного чемпиона мира в тяжёлом весе
В 1990 году планировался супербой — Майк Тайсон против Эвандера Холифилда. Однако Тайсон сенсационно проиграл Джеймсу Дагласу и потерял титул абсолютного чемпиона мира. Даглас тогда отказался от реванша и его следующим соперником стал Эвандер Холифилд — претендент № 1 по всем трем чемпионским версиям.
В октябре 1990 года состоялся бой за звание абсолютного чемпиона мира в тяжёлом весе между Холифилдом и Джеймсом «Бастером» Дагласом. Даглас после завоевания титула стал появляться на разных публичных мероприятиях, у него появились проблемы с лишним весом, который к лету 1990 года составлял уже 130 килограмм. В начале июня один из его тренеров Джон Рассел заставил Джеймса сгонять вес. На предматчевом взвешивании оплывший Даглас потянул на 111,5 килограмм, он был просто не готов к такому бою. Более быстрый Холифилд захватил преимущество и выиграл первые два раунда. В 3-м раунде Холифилд провёл точный хук в челюсть Дагласа, отправив чемпиона на настил. На сей раз Даглас даже не пытался встать. Рефери зафиксировал нокаут. Холифилд стал новым абсолютным чемпионом мира по боксу в тяжёлом весе.

#### Бой с Джорджем Форманом
В апреле 1991 года в 1-й защите добровольной защите Донован Раддок вёл переговоры с Эвандером Холифилдом, но Холифилд отказался от боя и выбрал для 1-й добровольной защиты титулов Джорджа Формана которому было 42 года. Очень немногие эксперты бокса давали 42-летнему Форману шансы на победу. Форман весил 257 фунтов (117 кг) и оказался в отличной форме. Форман в начале боя всё время шёл вперёд, уворачивался от лучших ударов и комбинаций Холифилда и иногда наносил свои мощные удары. Холифилд оказался достаточно тяжелым и ловким, чтобы не быть нокаутированным, и был далеко впереди по очкам на протяжении всего боя. В тот вечер Форман удивил многих, тем что провел полные 12 раундов и проиграл по очкам. Седьмой раунд был назван журналом «Ринг» «Раундом года». После боя Форман заявил журналистам, что исполнил половину своей мечты и показал людям, что даже в 40 лет можно достигать своих целей. Хотя он и проиграл бой, многие отметили его стойкость и самоотверженность.

#### Бой с Бертом Купером
В ноябре 1991 года Холифилд должен был встретится с обязательным претендентом Майком Тайсоном, но Майк сломал ребро во время тренировки, и в качестве замены была выдвинута кандидатура Франческо Дамиани. Но затем и Франческо травмировался во время подготовки к бою. Окончательной заменой для Холифилда в той схватке стал Берт Купер.
В середине первого раунда Холифилд отправил Купера в нокдаун. Купер сразу же встал. В середине 3 раунда Купер загнал Холифида в угол и провёл серию ударов. Холифилд начал падать, но удержался за канаты. Рефери отсчитал нокдаун. Купер кинулся его добивать. Холифилд пытался клинчевать, но не всегда это получалось. Он почти не отвечал, в то время как у претендента получались успешные серии в голову. Холифилд был на грани нокаута, однако выдержал натиск и на последней минуте полностью восстановился и сам начал пробивать серии ударов. За 15 секунд до конца 7 раунда Холифилд пробил серии ударов по противнику. Купера повело назад. Холифилд бросился за ним и нанёс мощную серию ударов. До конца раунда оставалось 2 секунды, тем не менее рефери вмешался и прекратил бой, Купер решение не оспаривал. Купер не котировался в рейтингах, поэтому WBC отказалось санкционировать этот бой как чемпионский.

#### Бой с Ларри Холмсом
В июне 1992 года Холифилд победил другого легендарного бойца — Ларри Холмса. Несмотря на то, что Холмсу было 42 года, он задал чемпиону приличную трёпку, часто доставая его точными и мощными ударами, тем не менее проиграл бой единогласным решением судей. В этом бою Холифилд получил первый шрам в своей карьере в результате рассечения над глазом локтем Холмса. После боя Ларри Холмс сказал, что перед поединком с Холифилдом у него было отслоение сетчатки, и он выпал из тренировок на целый месяц. Чтобы нормально видеть, ему пришлось вставить в левый глаз контактную линзу. Во втором раунде линза вылетела, и он ослеп [на один глаз]. Но продержался все 12 раундов.

#### Бой с Риддиком Боу I
В ноябре 1992 года состоялся зрелищный поединок двух небитых звёзд мирового бокса. Эвандеру Холифилду противостоял амбициозный Риддик Боу. Холифилд был явным фаворитом в бою, победу Боу считали маловероятной из-за его боёв с Тони Таббсом и Тайреллом Биггсом. Холифилд, так же как Пинклон Томас и Брюс Селдон, выбрал неверную тактику на бой с Боу — он ввязался в открытый бой с более мощным противником. Боу выигрывал бой. После 12 раундов судьи единогласно присудили Боу победу. Поединок был назван боем года по версии журнала «Ринг».

### 1993—1995

#### Бой с Алексом Стюартом II
В 1993 году Эвандер Холифилд провёл 2-й бой с Алексом Стюартом. На этот раз Стюарт продержался все 12 раундов, но с большим преимуществом уступил по очкам.

#### Чемпионский бой с Риддиком Боу II
Ровно через год после поражения Эвандер Холифилд вышел на реванш против Риддика Боу. Боу к тому времени лишили титула WBC за отказ от встречи с обязательным претендентом на титул Ленноксом Льюисом. На этот раз Холифилд угадал с тактикой. Он действовал от обороны, однако этого могло не хватить для победы. Этот поединок стал примечательным ещё и тем, что в 7-м раунде на ринг приземлился парашютист. Из-за этого возник вынужденный перерыв, который длился 21 минуту. Холифилд, поначалу проигрывавший бой, отдышался, пришёл в себя и восстановил силы. После 12 раундов судьи большинством голосов присудили Холифилду победу. Эвандер Холифилд стал во 2-й раз чемпионом мира в тяжёлом весе.

#### Бой с Майклом Мурером I
В 1994 году Холифилд встретился с небитым Майклом Мурером — бывшим чемпионом мира в полутяжёлом весе. Во 2-м раунде Мурер побывал в нокдауне, однако затем доминировал весь бой. За секунду до конца последнего раунда Мурер дразнил Холифилда с опущенными руками. Раунд закончился и Мурер поднял руки. По решению большинства голосов судей победил Мурер.

#### Бой с Рэем Мерсером
В 1995 году Холифилд встретился с Рэем Мерсером. В 8 раунде он отправил Мерсера в нокдаун (впервые в его карьере). В итоге Холифилд с небольшим преимуществом победил единогласным решением судей.

#### Бой с Риддиком Боу III
В том же году состоялся заключительный бой трилогии Эвандер Холифилд — Риддик Боу. Поединок пошёл по сценарию первого боя. Холифилд опять пошёл в открытую рубку, но на этот раз проиграл бой. В одном из раундов Холифилд послал Боу в нокдаун, после чего в течение двух минут не смог его добить. В 8-м раунде Риддик Боу поймал Холифилда, резко пошедшего вперёд, встречным ударом, в результате чего Холифилд оказался в нокдауне, но встал на счёт 9. Сразу же за этим последовала атака Боу, снова отправившая Холифилда на настил. Рефери остановил бой, засчитав технический нокаут. На момент остановки боя Холифилд вёл на картах всех 3 судей. Это было первое поражение Холифилда досрочно.

### 1996—1999

#### Бой с Бобби Чезом
В 1996 году он вышел на бой против малоизвестного бывшего полутяжа Бобби Чеза. Холифилд доминировал весь бой. Значительная часть его ударов приходилась в цель. В начале 3-го раунда Холифилд зажал Чеза у канатов и провёл мощную атаку. Чез с трудом удерживался на ногах. Рефери вмешался и решил отсчитать стоячий нокдаун. Зал недовольно загудел. Между 5-м и 6-м раундами Чез пожаловался на боль в глазах. Его осмотрел врач. По совету доктора бой прекратили.

#### Чемпионский бой с Майком Тайсоном I
В ноябре 1996 года состоялся бой между Майком Тайсоном и Эвандером Холифилдом, подготовка к которому начиналась ещё до того, как Тайсон попал в тюрьму. Фаворитом в этом бою был Тайсон (ставки на него принимались из расчёта 22 к 1). Первые 5 раундов прошли с переменным успехом, но наблюдалось небольшое преимущество Тайсона. В пятом раунде Тайсон обрушил на Холифилда ожесточённые комбинации, но Холифилд не был потрясён. В шестом раунде Майк ударился головой о голову Холифилда, и у Тайсона открылось рассечение над левым глазом. В этом же раунде Тайсон выкинул боковой и встал на прямые ноги. Холифилд провёл встречный левый хук в корпус. Удар пришёлся не в челюсть, и Тайсон не был потрясён, лишь потерял равновесие. Он поднялся на счёт 5. За 15 секунд до конца седьмого раунда Тайсон бросился на Холифилда, Холифилд пошёл головой вперёд; в результате жёсткого столкновения головами у Тайсона открылось рассечение под правым глазом. Тайсон вскрикнул от боли, и у него подогнулись колени, но снова рефери засчитал удар головой как непреднамеренный. Тайсон был осмотрен врачом. В конце 10-го раунда Холифилд провёл встречный правый кросс в челюсть. Тайсон пошатнулся. Холифилд выбросил ещё несколько кроссов. Тайсон попытался войти в клинч, но не смог. Холифилд пробил точно в подбородок встречный правый кросс. Тайсона повело назад. Он опёрся на канаты. Холифилд обрушил град ударов на противника. В это время прозвучал гонг. В начале 11-го раунда Холифилд провёл серию ударов в голову. Тайсон не отвечал. Затем претендент провёл два хука — левый и правый — мимо. Тайсон ушёл от ударов, отойдя к канатам. Холифилд бросился за ним и пробил длинный правый кросс в подбородок. Рефери вмешался и прекратил бой. Тайсон решение не оспаривал. Бой получил статус «бой года» по версии журнала Ринг. Примечателен тот факт, что Тайсон перед боем отдыхал 63 дня, а Холифилд 183 дня.

#### Бой с Майком Тайсоном II
28 июня 1997 года состоялся 2-й бой между Майком Тайсоном и Эвандером Холифилдом. К матчу-реваншу Тайсон снова подошёл в ранге фаворита. Сначала был назначен тот же рефери, что и в предыдущем бою, но команда Тайсона протестовала, и в конце концов был назначен рефери Миллс Лейн на бой под названием «Шум и ярость», который получил даже больше внимания, чем предыдущий. Это был самый дорогой бой на тот момент. Его окружал огромный ажиотаж: все 16 тысяч билетов на него были распроданы в первый же день. 1-й раунд был в равной борьбе, однако Холифилд выиграл концовку и раунд. В начале 2-го раунда, входя в клинч Холифилд с Тайсоном ударились головами, у Тайсона образовалось рассечение, Тайсон скорчился от боли, и рефери разнял их. Тайсон обратился к рефери, жалуясь на то, что соперник сделал это преднамеренно, но тот не среагировал. Весь раунд Холифилд вязал Тайсону руки и не давал вырваться, а в середине раунда просто навалился на него у канатов так, что оба боксёра чуть не упали. За 45 секунд до конца раунда Холифилд ударил Тайсона по затылку и попытался сделать это ещё раз. Рефери развёл боксёров. Тайсон снова обратился к рефери с жалобами, но тот снова не среагировал. Разъярённый Тайсон пошёл в атаку, но раунд закончился и остался за Холифилдом. Третий раунд начался с яростной атаки Тайсона, большая часть ударов которого попала в цель. Холифилд оттолкнул его. Весь раунд проходил с преимуществом Тайсона, который почти не пропускал ударов и всё чаще попадал. За 40 секунд до конца раунда Тайсон набросился на Холифилда, но Холифилд начал вязать ему руки и ударил его головой. В ответ на это Тайсон откусил противнику задне-верхнюю часть правой ушной раковины (дарвинов бугорок). Холифилд, окровавленный, скакал от боли. Тайсон толкнул его в спину. Рефери Миллс Лейн приостановил бой. Доктор осмотрел Холифилда и сказал, что он может продолжать бой. Рефери оштрафовал Тайсона на два очка (за укус и толчок в спину). Бой возобновили и добавили 30 секунд к третьему раунду. Тайсон сразу же провёл серию ударов по корпусу. За 20 секунд до конца раунда Холифилд спровоцировал очередное столкновение головами. Лицо Тайсона скорчилось от боли, и он укусил Холифилда за левое ухо. Холифилд начал прыгать, но бой не остановили. Тайсон пробил двойку, Холифилд попытался ответить, но Тайсон пробил навстречу мощный прямой, и Холифилд попятился назад, Тайсон бросился его добивать, но раунд закончился. Холифилд не вышел на 4-й раунд. Началась потасовка. Охранники и полиция удерживали Тайсона, который бил всех подряд, пытаясь подойти к Холифилду. Охрана прекратила беспорядки на ринге. Тайсон был дисквалифицирован. В результате укуса боксёрская лицензия Тайсона была отменена Атлетической комиссией штата Невада, и он был оштрафован на 3 млн долларов плюс судебные издержки, но 18 октября 1998 года комиссия проголосовала за восстановление боксёрской лицензии Тайсона. Бой получил статус «событие года» по версии журнала «The Ring». Писатель и обозреватель Кэтрин Данн написала статью с критикой Холифилда в спорном бою c Тайсоном и обвинила СМИ в предвзятости против Тайсона. В документальном фильме «Тайсон» Майк утверждал, что сделал это в отместку за удары соперника головой. 16 октября 2009 года на шоу Опры Уинфри Тайсон извинился перед Холифилдом. Холифилд принял извинения и простил Тайсона. В настоящее время Холифилд и Тайсон проводят много совместных мероприятий, но близко не общаются. За этот бой Холифилд получил 35 миллионов долларов.

#### Объединительный бой с Майклом Мурером II
8 ноября 1997 года Холифилд в объединительном поединке встретился во 2-й раз с Майклом Мурером. До 5-го раунда боксёры показывали равный бой. В конце раунда Холифилд, проигрывая данную трёхминутку, комбинацией из трёх точных ударов послал Мурера в нокдаун. Майкл встал на счёт 8. Холифилд завладел преимуществом. В середине 7-го раунда Эвандер потряс Мурера и сумел дважды отправить его на настил ринга. В 8-м раунде Холифилд продолжил доминировать, снова дважды отправив Мурера в нокдаун. Бой двух чемпионов превратился в избиение. После 8-го раунда по совету врача Флипа Хомански бой остановили. Холифилд сумел взять реванш и объединил пояса по версиям WBA и IBF.

#### Бой с Воном Бином
В сентябре 1998 года Холифилд встретился с Воном Бином. Бин оказался в нокдауне в 10-м раунде, но продержался до конца поединка, проиграв по очкам.

#### Объединительный бой с Ленноксом Льюисом I
В марте 1999 года состоялся бой за звание абсолютного чемпиона между Эвандером Холифилдом и Ленноксом Льюисом. Льюис был лучше на протяжении почти всего поединка и нанес больше точных ударов , чем Холифилд , но судьи вынесли неожиданный вердикт: ничья . Это было одно из самых скандальных решений в истории бокса. Был назначен реванш. Известный промоутер Дон Кинг после первого боя заявил, что если никто из боксеров не был нокаутирован, значит ничья-справедливый исход. Сам Холифилд оправдывал свое неудачное выступление проблемами с желудком и судорогами ног.

#### Объединительный бой с Ленноксом Льюисом II
В том же году состоялся реванш. В отличие от предыдущего, этот бой был более равным, но на этот раз судьи единогласным решением посчитали победителем Леннокса.

После боя Льюиса обязали встретиться с обязательным претендентом Джоном Руисом. Он отказался, за что его по решению суда лишили титула ВБА (WBA).

### 2000—2004

#### Трилогия с Джоном Руисом
В августе 2000 года состоялся бой за вакантный титул WBA в тяжёлом весе между Эвандер Холифилдом и Джоном Руисом. Бой проходил в средней и ближней дистанции. Никто из боксёров не имел преимущества. По итогам 12-ти раундов судьи близким решением объявили победителем Холифилда, который стал 4-кратным чемпионом мира в тяжёлом весе. В послематчевом интервью телеканалу Showtime Руис заявил, что считает, что его обокрали судьи. Холифилд же сказал, что без проблем даст реванш противнику.
В марте 2001 года состоялся 2-й бой между Эвандером Холифилдом и Джоном Руисом. Большая часть боя была похожа на 1-й поединок. В начале 11-го раунда Руис пробил правый хук в голову противника. Холифилд рухнул на канвас. Он поднялся на счёт 6. После возобновления боя Руис ринулся его добивать. Холифилд сразу заклинчевал и несколько секунд не отпускал противника. После того как рефери смог их разнять Руис вновь начал атаковать. Холифилд пытался клинчевать, но не всегда это получалось. Он почти не отвечал, в то время как у претендента получались успешные серии в голову. Весь раунд Холифилд был на грани нокаута. По окончании поединка судьи единогласно объявили победителем Джона Руиса.
В декабре 2001 года Холифилд встретился с Джоном Руисом в 3-й раз. Как и две предыдущие встречи между боксёрами, продолжался все 12 раундов и не отличался особой зрелищностью. Согласно компьютерному анализу боя, 152 из 470 ударов Холифилда достигли цели (у Руиза — 141 из 411-ти). Судейство Дона О’Нила, который живёт, как и Руиз, в штате Массачусетс, вызвало самые жаркие споры после матча. Как выяснилось, судья лично знаком с чемпионом мира. О’Нил отдал последние 7 раундов Руизу, хотя было очевидно пусть и незначительное, но превосходства Эвандера Холифилда. На послематчевой пресс-конференции дело дошло чуть ли не до драки. Советник Холифилда Джим Томас возмущался: «Я отказываюсь играть в нечестные игры и не хочу притворяться, будто мы не видели, что произошло на самом деле. Все в Америке знают, кто победил — Холифилд». На что менеджер Руиза Норман Стоун ответил нецензурным выражением. Команда Руиза осталась довольной даже таким скандальным исходом боя, поскольку по правилам WBA в случае ничейного результата пояс остаётся у чемпиона мира. Правда, очередной бой с Холифилдом стоил Руизу сломанного в первом раунде носа. Но игра стоила свеч, ведь за поединок с Холифилдом Руиз получил 3,2 миллиона долларов. Бывший чемпион мира Холифилд, заработавший за карьеру более 200 миллионов долларов, в деньгах не нуждался. И согласился он провести очередной бой с Руизом не ради каких-то 2 миллионов долларов, а чтобы осуществить свою мечту — стать единственным в истории пятикратным чемпионом мира.

#### Бой с Хасимом Рахманом
В июне 2002 года Эвандер Холифилд встретился с Хасимом Рахманом. В начале боя произошло столкновение головами в результате которого у Рахмана образовалась гематома над левым глазом. В середине 8-го раунда рефери приостановил бой, и отвёл Рахмана к доктору. Доктор сказал, что он может продолжать бой, если только видит. Рахман, сказал, что у него перед глазами всё расплывается. Бой был прекращён. Так как гематома образовалась в результате столкновения головами, то победитель определялся на основании счёта судей. При оглашении оценки в пользу Рахмана зал недовольно загудел. Раздельным решением судей победу отдали Холифилду
.

#### Чемпионский бой с Крисом Бёрдом
В 2002 году Льюиса обязали встретиться с Крисом Бёрдом. Он отказался, и титул IBF стал вакантным. Претендентами назначили Бёрда и Холифилда. Холифилд пытался загнать противника к канатам и пробивать серии в ближнем бою. Однако рефери постоянно разводил боксёров из-за того, что Холифилд несколько раз в ближнем бою ударил Бёрда головой. Бёрд использовал своё преимущество в скорости и защите корпусом, выбрасывая джеб с дистанции перестучал своего противника, сумев нанести большее количество ударов, и не пропустить в ответ.

#### Бой с Джеймсом Тони
В 2003 году Эвандер Холифилд встретился с Джеймсом Тони. Тони всего лишь дебютировал в тяжёлом весе, но начиная со второго раунда он захватил контроль за боем. В первых раундах Холифилд ещё мог что-то противопоставить Тони. В частности, несколько раз он опасно бил левым крюком, а в третьем раунде он опасно ударил в лицо Тони, но шло время, а удары Холифилда все слабели, и чаша весов склонилась в пользу Тони с первых секунд четвёртого раунда, когда Джеймс мощно пробил корпус Холифилда ударом справа. В шестом раунде после очередного мощного удара в корпус Холифилд пошатнулся, после чего стало окончательно понятно, что Тони победу не упустит. Уже к середине боя у Холифилда шла кровь изо рта, а его блоки, которые он пытался ставить, легко пробивал Тони. В девятом раунде Тони пробил левый крюк в корпус и заставил Холифилда упасть лицом вниз. Стареющий боксёр поднялся, но тренер Эвандера выбросил полотенце, чтобы предотвратить избиение.

#### Бой с Ларри Дональдом
В 2004 году Холифилд безоговорочно уступил известному джебберу Ларри Дональду. Холифилд заявил, что проиграл и вообще неубедительно провёл бой с Дональдом из-за травмы спины, которую он повредил ещё за несколько недель до боя во время спарринга.
.
В августе 2005 года было сообщено, что Нью-йоркская атлетическая комиссия штата лишила Эвандера Холифилда боксёрской лицензии в связи с «уменьшающимися навыками», несмотря на то, что Холифилд прошёл медицинские тесты.

### Возвращение

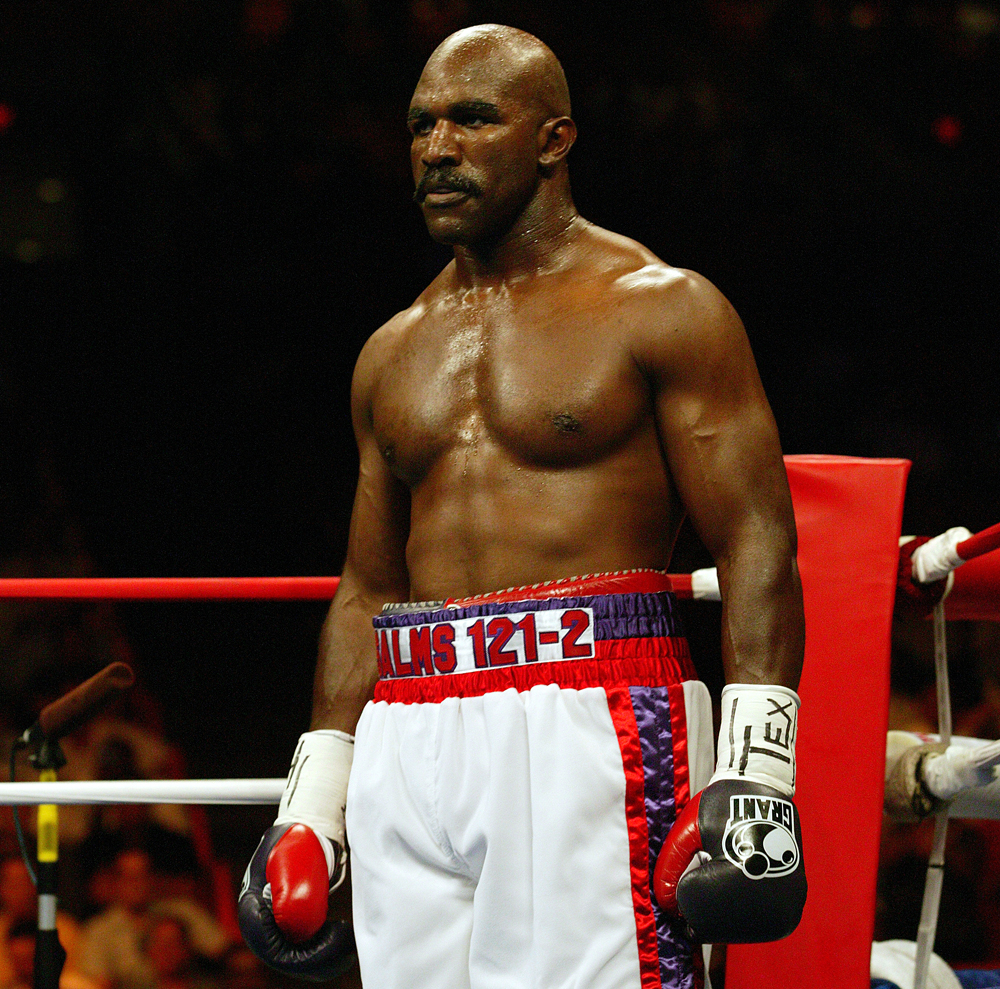
Эвандер Холифилд в 2007

Однако в 2006 году он принял решение вернуться. Сначала одолел малоизвестного Джереми Бейтса

#### Бой с Фресом Окендо
В ноябре 2006 года Холифилд встретился с Фресом Окендо. В 1-м раунде, пропустив первый же удар, Окендо оказался в нокдауне. Бой был близким. Единогласным решением судей победил Холифилд. Интересный факт: на картах 2 судей Холифилд победил с минимальным преимуществом в 1 очко, так что если бы Окендо не оказался в нокдауне, то была бы ничья.

#### Бой с Винни Маддалоне
В марте 2007 года Холифилд встретился с Винни Маддалоне. В конце 1-го раунда произошло столкновение головами в результате которого Маддалоне получил рассечение на лбу. Рефери приостановил бой, позволив доктору осмотреть рану. После этого бой продолжился. В середине 2-го раунда ситуация повторилась: вновь рефери приостановил бой, и вновь доктор осмотрел рану, после чего бой возобновили. В конце 3-го раунда Холифилд прижал противника к канатам и провёл несколько серий мощных хуков с обеих рук. Маддалоне смог выбраться и попытался спастись в клинче. Рефери разнял боксёров. Сразу же тренер Маддалоне просигналил рефери о прекращении боя. Рана Маддалоне к тому времени сильно кровоточила.

#### Бой с Лу Саварезе
30 июня 2007 Холифилд вышел на ринг против Лу Саварезе. В середине 1-го раунда у Саварезе появилось рассечение на лбу. В третьем раунде Саварезе обрушил на Холифилда ожесточённые комбинации, но Холифилд не был потрясён. В 4 раунде Холифилд пробил встречный кросс. Саварезе попятился назад. Холифилд кинулся его добивать и вправил несколько ожесточённых комбинаций, в результате чего Саварезе оказался в нокдауне. Саварезе поднялся и достоял до конца раунда. Саварезе пережил этот раунд и даже несколько выровнял дальнейшее течение поединка. Иллюзия равенства закончилась в девятом раунде, когда мощнейший левый крюк Холифилда вновь отправил на пол Саварезе. Холифилд победил единогласным решением судей. «Это все, я закончил. Я официально объявляю о своем завершении карьеры сегодня», — сказал после боя Лу Саварезе. Эвандер Холифилд сказал: «Я не уйду, пока не стану чемпионом опять».

#### Чемпионский бой с Султаном Ибрагимовым
В октябре 2007 года Холифилд в России встретился с небитым Султаном Ибрагимовым. Ибрагимов отдал центр ринга Холифилду и за счёт скорости перестукивал его по очкам. Временами Холифилду удавались точные удары. Но этого не хватало. Холифилд проиграл 9-й раз в карьере.

#### Чемпионский бой с Николаем Валуевым
В декабре 2008 года состоялся бой между Эвандером Холифилдом и Николаем Валуевым. Большую часть боя американец «танцевал» вокруг россиянина, изредка пробивая точные и чёткие крюки, хотя выглядел намного лучше чемпиона. Валуев пытался бить джеб, но это не всегда помогало. Активных действий со стороны боксёров практически не было. В близком бою судьи отдали решением большинства голосов победу чемпиону. Зал решение освистал. В среде экспертов бокса мнения относительно победителя боя разделились: большая часть российских журналистов сочла, что победил россиянин, в то время как западные аналитики высказали мнение, что Холифилд был «ограблен» судьями.

### 2010—2011

#### Бой с Франсуа Ботой
В апреле 2010 года в бою за титул WBF встретился с Франсуа Ботой. Бота выигрывал в начале боя, но затем Холифилд решил увеличить давление, в седьмом раунде Холифилду удалось серьёзно потрясти противника, а в восьмом ударом правой отправить Франсуа на пол. Спустя некоторое время рефери Рассел Мора остановил поединок. На тот момент Бота лидировал на записках двух судей, в то время как по мнению третьего лучше выглядел Холифилд.

#### Бой с Шерманом Уильямсом
2 января 2011 Эвандер Холифилд встретился с Шерманом Вильямсом. Бой закончился без объявления результата в третьем раунде из-за рассечения Холифилда от столкновения головами.

#### Бой с Брайаном Нильсеном
7 мая 2011 года Холифилд встретился с Брайаном Нильсеном. Нильсен не боксировал уже почти 10 лет. Поединок в целом проходил за преимуществом Эвандера Холифилда, которому уже в 3 раунде удалось послать Нильсена в нокдаун, а в 10 раунде рефери принял решение остановить бой, так как Брайан ушёл в глухую защиту и стал пропускать сокрушительные серии Холифилда. Но Нильсен по ходу стойко сопротивлялся.

#### Возможный бой с Александром Поветкиным
Планировалось, что Александр Поветкин проведёт защиту своего титула регулярного чемпиона по версии WBA в поединке против бывшего абсолютного чемпиона мира в супертяжёлом весе 48-летнего американца Эвандера Холифилда. Поединок должен был состояться 17 декабря в Цюрихе, однако Поветкин выбрал для первой защиты Седрик Босвелла. Бой с Холифилдом так и не состоялся.
1 июня 2014 года стал лауреатом II международной премии в области профессионального бокса «THE GOLDEN GLOVES 2: BLACK ENERGY», инициированной одним из самых известных российских промоутеров в мире бокса Владимиром Хрюновым, и был награждён эксклюзивной золотой боксерской перчаткой, в номинации «Легенда бокса».

### Показательные бои
15 мая, в Солт-Лейк-Сити (США), 68-летний бывший кандидат в президенты республиканец Митт Ромни провел благотворительный бой с четырехкратным экс-чемпионом Мира супертяжелом весе, 52-летним Эвандером Холифилдом. Ромни отправил в нокдаун Холифилда, но всё же проиграл бой. Как сообщает Akboxing, после того Холифилд позволил Ромни попасть по себе и даже «оказался» в нокдауне, однако угол Ромни в третьем раунде на всякий случай выбросил полотенце. После боя Холифилд сказал, что Ромни порхал как пчела и жалил как бабочка.
Легендарный американский экс-чемпион мира в тяжёлом и супертяжёлом весах Эвандер Холифилд (44-10-2, 29 KO) вернётся в ринг ради одного поединка против 65-летнего бывшего губернатора нигерийского штата Лагос Болы Тинубу. Об этом пишет ВoxingScene. Показательный поединок Rhumbles in Lagos состоится 25 мая в рамках благотворительной акции по сбору средств на медицину для африканцев.

### Результаты боёв
В таблице перечислены результаты всех поединков боксёров.
В каждой строке указан результат поединка. Дополнительно номер поединка обозначен цветом, который обозначает итог поединка. Расшифровка обозначений и цветов представлена в нижеследующей таблице.
| Пример | Расшифровка                     |
| ------ | ------------------------------- |
|        | Победа                          |
|        | Ничья                           |
|        | Поражение                       |
|        | Планируемый поединок            |
|        | Поединок признан несостоявшимся |
| КО     | Нокаут                          |
| ТКО    | Технический нокаут              |
| PTS    | Решение судей (по очкам)        |
| UD     | Единогласное решение судей      |
| MD     | Решение большинства судей       |
| SD     | Раздельное решение судей        |
| RTD    | Отказ от продолжения боя        |
| DQ     | Дисквалификация                 |
| NC     | Поединок признан несостоявшимся |

| Бой | Рекорд          | Весовая категория | Дата             | Возраст                      | Соперник                         | Возраст соперника            | Место боя                                                    | Результат       | Данные о бое |
| --- | --------------- | ----------------- | ---------------- | ---------------------------- | -------------------------------- | ---------------------------- | ------------------------------------------------------------ | --------------- | --- |
| 57  | 44(29)-10-2,1NC | Тяжёлая           | 7 мая 2011       | 48 лет 6 месяцев и 18 дней   | Брайан Нильсен (64-2)            | 46 лет 1 месяц и 3 дня       | Koncerthuset, Копенгаген, Дания                              | TKO10 (12) 2:49 | |
| 56  | 43(28)-10-2,1NC | Тяжёлая           | 22 января 2011   | 48 лет 3 месяца и 3 дня      | Шерман Уильямс (34-11-2)         | 38 лет 4 месяца и 21 день    | The Greenbrier, Белый сере-Спринг, Западная Виргиния, США    | NC3 (12) 3:00   | Бой остановлен из-за рассечения левого глаза Холифилда, полученного в ходе случайного столкновения головами во 2 раунде. Защитил титул чемпиона мира по версии WBF, 1-я защита Холифилда.                                                                                   |
| 55  | 43(28)-10-2     | Тяжёлая           | 10 апреля 2010   | 47 лет 5 месяцев и 22 дня    | Франсуа Бота (47-4-3)            | 41 год 7 месяца и 1 день     | Thomas & Mack Center, Лас-Вегас, Невада, США                 | TKO8 (12) 0:55  | Бота в нокдауне в 8 раунде. Завоевал вакантный титул чемпиона мира по версии WBF. |
| 54  | 42(27)-10-2     | Тяжёлая           | 20 декабря 2008  | 46 лет 2 месяца и 1 день     | Николай Валуев (49-1)            | 35 лет 3 месяца и 29 дней    | Hallenstadion, Цюрих, Швейцария                              | MD12 (12)       | 114-114 112-116 114-115. Бой за титул чемпиона мира по версии WBA, 1-я защита Валуева. |
| 53  | 42(27)-9-2      | Тяжёлая           | 13 октября 2007  | 44 года 11 месяцев и 24 дня  | Султан Ибрагимов (21-0-1)        | 32 года 7 месяцев и 5 дней   | Мегаспорт, Москва, Россия                                    | UD12 (12)       | 111-117 110-118 111-117. Бой за титул чемпиона мира по версии WBO, 1-я защита Ибрагимова. |
| 52  | 42(27)-8-2      | Тяжёлая           | 30 июня 2007     | 44 года 8 месяцев и 11 дней  | Лу Саварезе (46-6)               | 41 год 11 месяцев и 16 дней  | Don Haskins Convention Center, Эль-Пасо, Техас, США          | UD10 (10)       | Саварезе в нокдауне в 4 раунде. Саварезе в нокдауне в 9 раунде. 99-87 98-90 96-91. |
| 51  | 41(27)-8-2      | Тяжёлая           | 17 марта 2007    | 44 года 4 месяца и 26 дней   | Винни Маддалоне (27-3)           | 33 года 2 месяца и 16 дней   | American Bank Center, Корпус-Кристи, Техас, США              | TKO3 (10) 2:48  | |
| 50  | 40(26)-8-2      | Тяжёлая           | 10 ноября 2006   | 44 года и 22 дня             | Фрес Окендо (26-3)               | 33 года 7 месяцев и 9 дней   | Alamodome, Сан-Антонио, Техас, США                           | UD12 (12)       | 116-111 114-113 114-113. Завоевал вакантный титул чемпиона северной америки по версии USBA. |
| 49  | 39(26)-8-2      | Тяжёлая           | 18 августа 2006  | 43 года 9 месяцев и 30 дней  | Джереми Бейтс (21-11-1)          | 32 года 7 месяцев и 6 дней   | American Airlines Center, Даллас, Техас, США                 | TKO2 (10) 2:56  | |
| 48  | 38(25)-8-2      | Тяжёлая           | 13 ноября 2004   | 42 года и 25 дней            | Ларри Дональд (41-3-2)           | 37 лет 10 месяцев и 7 дней   | Madison Square Garden, Нью-Йорк, Нью-Йорк, США               | UD12 (12)       | 109-119 109-118 109-119. Бой за вакантный титул чемпиона северной америки по версии NABC. |
| 47  | 38(25)-7-2      | Тяжёлая           | 4 октября 2003   | 41 год 11 месяцев и 15 дней  | Джеймс Тони (66-4-2)             | 35 лет 1 месяц и 10 дней     | Mandalay Bay Resort & Casino, Лас-Вегас, Невада, США         | TKO9 (12) 1:42  | Холифилд в нокдауне в 9 раунде. Угол Холифилда выбросил полотенце. |
| 46  | 38(25)-6-2      | Тяжёлая           | 14 декабря 2002  | 40 лет 1 месяц и 25 дней     | Крис Бёрд (35-2)                 | 32 года 3 месяца и 29 дней   | Boardwalk Hall, Атлантик-Сити, Нью-Джерси, США               | UD12 (12)       | 112-116 111-117 111-117. Бой за вакантный титул чемпиона мира по версии IBF. |
| 45  | 38(25)-5-2      | Тяжёлая           | 1 июня 2002      | 39 лет 7 месяцев и 13 дней   | Хасим Рахман (35-3)              | 29 лет 6 месяцев и 25 дней   | Boardwalk Hall, Атлантик-Сити, Нью-Джерси, США               | TD8 (12)        | 69-64 66-67 69-64. Отборочный бой за по версии WBA. |
| 44  | 37(25)-5-2      | Тяжёлая           | 15 декабря 2001  | 39 лет 1 месяц и 26 дней     | Джон Руис (3) (37-4)             | 29 лет 11 месяцев и 11 дней  | Foxwoods Resort, Машантукет, Коннектикут, США                | SD12 (12)       | 113-115 116-112 114-114. Бой за титул чемпиона мира по версии WBA, 1-я защита Руиса. |
| 43  | 37(25)-5-1      | Тяжёлая           | 3 марта 2001     | 38 лет 4 месяца и 12 дней    | Джон Руис (2) (36-4)             | 29 лет 1 месяц и 27 дней     | Mandalay Bay Resort & Casino, Лас-Вегас, Невада, США         | UD12 (12)       | 110-116 111-115 111-114. Потерял титул чемпиона мира по версии WBA, 1-я защита Холифилда. |
| 42  | 37(25)-4-1      | Тяжёлая           | 12 августа 2000  | 37 лет 10 месяцев и 24 дня   | Джон Руис (36-3)                 | 28 лет 7 месяцев и 8 дней    | Paris Las Vegas, Лас-Вегас, Невада, США                      | UD12 (12)       | 114-113 114-113 116-112. Завоевал вакантный титул чемпиона мира по версии WBA. |
| 41  | 36(25)-4-1      | Тяжёлая           | 13 ноября 1999   | 37 лет и 25 дней             | Леннокс Льюис (2) (34-1-1)       | 34 года 2 месяца и 11 дней   | Thomas & Mack Center, Лас-Вегас, Невада, США                 | UD12 (12)       | 112-116 111-117 113-115. Потерял титул чемпиона мира по версии WBA, 5-я защита Холифилда. Потерял титул чемпиона мира по версии IBF, 3-я защита Холифилда. Бой за титул чемпиона мира по версии WBC, 6-я защита Льюиса. Бой за вакантный титул чемпиона мира по версии IBO. |
| 40  | 36(25)-3-1      | Тяжёлая           | 13 марта 1999    | 36 лет 4 месяца и 25 дней    | Леннокс Льюис (34-1)             | 33 года 6 месяцев и 11 дней  | Madison Square Garden, Нью-Йорк, Нью-Йорк, США               | SD12 (12)       | 113-116 115-113 115-115. Защитил титул чемпиона мира по версии WBA, 4-я защита Холифилда. Защитил титул чемпиона мира по версии IBF, 2-я защита Холифилда. Бой за титул чемпиона мира по версии WBC, 5-я защита Льюиса.                                                     |
| 39  | 36(25)-3        | Тяжёлая           | 19 сентября 1998 | 35 лет и 11 месяцев          | Вон Бин (31-1)                   | 24 года и 16 дней            | Georgia Dome, Джорджия, Атланта, США                         | UD12 (12)       | Бин в нокдауне в 10 раунде. 117-110 117-110 116-111. Защитил титул чемпиона мира по версии WBA, 3-я защита Холифилда. Защитил титул чемпиона мира по версии IBF, 1-я защита Холифилда.                                                                                      |
| 38  | 35(25)-3        | Тяжёлая           | 8 ноября 1997    | 35 лет и 20 дней             | Майкл Мурер (2) (39-1)           | 29 лет 11 месяцев и 27 дней  | Thomas & Mack Center, Лас-Вегас, Невада, США                 | RTD8 (12) 3:00  | Мурер в нокдауне 5 раз за бой. Защитил титул чемпиона мира по версии WBA, 2-я защита Холифилда. Завоевал титул чемпиона мира по версии IBF, 3-я защита Мурера. |
| 37  | 34(24)-3        | Тяжёлая           | 28 июня 1997     | 34 года 9 месяцев и 9 дней   | Майк Тайсон (2) (45-2)           | 30 лет 11 месяцев и 29 дней  | MGM Grand ,Лас-Вегас, Невада, США                            | DQ3 (12)        | Тайсон дисклифицирован за 2 укуса ушей Холифилда. Защитил титул чемпиона мира по версии WBA, 1-я защита Холифилда. |
| 36  | 33(24)-3        | Тяжёлая           | 9 ноября 1996    | 34 года и 21 день            | Майк Тайсон (45-1)               | 30 лет 4 месяца и 10 дней    | MGM Grand ,Лас-Вегас, Невада, США                            | TKO11 (12) 0:37 | Завоевал титул чемпиона мира по версии WBA, 1-я защита Тайсона. |
| 35  | 32(23)-3        | Тяжёлая           | 10 мая 1996      | 33 года 6 месяцев и 21 день  | Бобби Чез (44-6)                 | 34 года и 3 месяца           | Madison Square Garden, Нью-Йорк, Нью-Йорк, США               | RTD5 (10) 3:00  | Бой остановлен из-за того, что Чез жаловался на чужеродное вещество в глазах. |
| 34  | 31(22)-3        | Тяжёлая           | 4 ноября 1995    | 33 года и 16 дней            | Риддик Боу (3) (37-1)            | 28 лет 2 месяца и 25 дней    | Caesars Palace, Лас-Вегас, Невада, США                       | TKO8 (12) 0:58  | |
| 33  | 31(22)-2        | Тяжёлая           | 20 мая 1995      | 32 года 7 месяцев и 1 день   | Рэй Мерсер (23-2-1)              | 34 года 1 месяц и 16 дней    | Convention Center, Атлантик-Сити, Нью-Джерси, США            | UD10 (10)       | 96-93 97-92 95-94. |
| 32  | 30(22)-2        | Тяжёлая           | 22 апреля 1994   | 31 год 6 месяцев и 3 дня     | Майкл Мурер (34-0)               | 26 лет 5 месяцев и 10 дней   | Caesars Palace, Лас-Вегас, Невада, США                       | MD12 (12)       | Мурер в нокдауне во 2 раунде. 114-115 112-116 114-114. Потерял титул чемпиона мира по версии WBA, 1-я защита Холифилда. Потерял титул чемпиона мира по версии IBF, 1-я защита Холифилда.                                                                                    |
| 31  | 30(22)-1        | Тяжёлая           | 6 ноября 1993    | 31 год и 18 дней             | Риддик Боу (2) (34-0)            | 26 лет 2 месяца и 27 дней    | Caesars Palace, Лас-Вегас, Невада, США                       | MD12 (12)       | 115-113 115-114 114-114. Завоевал титул чемпиона мира по версии WBA, 3-я защита Боу. Завоевал титул чемпиона мира по версии IBF, 2-я защита Боу. |
| 30  | 29(22)-1        | Тяжёлая           | 26 июня 1993     | 30 лет 8 месяцев и 7 дней    | Алекс Стюарт (2) (32-4)          | 28 лет 11 месяцев и 29 дней  | Convention Center, Атлантик-Сити, Нью-Джерси, США            | UD12 (12)       | 119-109 118-110 118-110. |
| 29  | 28(22)-1        | Тяжёлая           | 13 ноября 1992   | 30 лет и 25 дней             | Риддик Боу (31-0)                | 25 лет 3 месяца и 3 дня      | Thomas & Mack Center, Лас-Вегас, Невада, США                 | UD12 (12)       | 112-115 110-117 110-117. Потерял титул чемпиона мира по версии WBA, 4-я защита Холифилда. Потерял титул чемпиона мира по версии IBF, 4-я защита Холифилда. Потерял титул чемпиона мира по версии WBC, 3-я защита Холифилда.                                                 |
| 28  | 28(22)-0        | Тяжёлая           | 19 июня 1992     | 29 лет и 8 месяцев           | Ларри Холмс (54-3)               | 42 года 7 месяцев и 16 дня   | Caesars Palace, Лас-Вегас, Невада, США                       | UD12 (12)       | 116-112 116-112 117-111. Защитил титул чемпиона мира по версии WBA, 3-я защита Холифилда. Защитил титул чемпиона мира по версии IBF, 3-я защита Холифилда. Защитил титул чемпиона мира по версии WBC, 2-я защита Холифилда.                                                 |
| 27  | 27(22)-0        | Тяжёлая           | 23 ноября 1991   | 29 лет 1 месяц и 4 дня       | Берт Купер (26-7)                | 25 лет 10 месяцев и 13 дней  | The Omni, Атланта, Джорджия, США                             | TKO7 (12) 2:58  | 116-112 116-112 117-111. Защитил титул чемпиона мира по версии WBA, 2-я защита Холифилда. Защитил титул чемпиона мира по версии IBF, 2-я защита Холифилда. |
| 26  | 26(21)-0        | Тяжёлая           | 19 апреля 1991   | 28 лет и 6 месяцев           | Джордж Форман (69-2)             | 42 года 3 месяца и 9 дней    | Convention Center, Атлантик-Сити, Нью-Джерси, США            | UD12 (12)       | 116-111 117-110 115-112. Защитил титул чемпиона мира по версии WBC, 1-я защита Холифилда. Защитил титул чемпиона мира по версии WBA, 1-я защита Холифилда. Защитил титул чемпиона мира по версии IBF, 1-я защита Холифилда.                                                 |
| 25  | 25(21)-0        | Тяжёлая           | 25 октября 1990  | 28 лет и 6 дней              | Джеймс Дуглас (30-4-1)           | 30 лет 6 месяцев и 18 дней   | Mirage Hotel & Casino, Лас-Вегас, Невада, США                | KO3(12) 1:10    | Завоевал титул чемпиона мира по версии WBC, 1-я защита Дугласа. Завоевал титул чемпиона мира по версии WBA, 1-я защита Дугласа. Завоевал титул чемпиона мира по версии IBF, 1-я защита Дугласа.                                                                             |
| 24  | 24(20)-0        | Тяжёлая           | 1 июня 1990      | 27 лет 7 месяцев и 13 дней   | Симус Макдонаф (19-1-1)          |                              | Convention Hall, Атлантик-Сити, Нью-Джерси, США              | TKO4 (12) 0:44  | Макдонаф в нокдауне 2 раза в 1 раунде. Защитил титул континентального чемпиона Америки по версии WBC, 3-я защита Холифилда. |
| 23  | 23(19)-0        | Тяжёлая           | 4 ноября 1989    | 27 лет и 16 дней             | Алекс Стюарт (24-0)              | 25 лет 4 месяца и 10 дней    | Trump Plaza Hotel, Атлантик-Сити, Нью-Джерси, США            | TKO8 (12) 2:51  | Защитил титул континентального чемпиона Америки по версии WBC, 2-я защита Холифилда. |
| 22  | 22(18)-0        | Тяжёлая           | 15 июля 1989     | 26 лет 8 месяцев и 26 дней   | Адилсон Родригес (35-2)          | 31 год 1 месяц и 3 дня       | Caesars Tahoe, Outdoor Arena, Стейтлайн, Невада, США         | KO2 (12) 1:29   | Защитил титул континентального чемпиона Америки по версии WBC, 1-я защита Холифилда. |
| 21  | 21(17)-0        | Тяжёлая           | 11 марта 1989    | 26 лет 4 месяца и 20 дней    | Майкл Доукс (37-1-2)             | 30 лет 7 месяцев и 1 день    | Caesars Palace, Лас-Вегас, Невада, США                       | TKO10 (12) 1:41 | Завоевал титул континентального чемпиона Америки по версии WBC, 2-я защита Доукса. |
| 20  | 20(16)-0        | Тяжёлая           | 9 декабря 1988   | 26 лет 1 месяц и 20 дней     | Пинклон Томас (29-2-1)           | 30 лет 9 месяцев и 29 дней   | Convention Hall, Атлантик-Сити, Нью-Джерси, США              | RTD7 (10) 3:00  | |
| 19  | 19(15)-0        | Тяжёлая           | 16 июля 1988     | 25 лет 8 месяцев и 27 дней   | Джеймс Тиллис (38-13-1)          | 31 год и 11 дней             | Caesars Tahoe, Стейтлайн, Невада, США                        | RTD5 (10) 3:00  | |
| 18  | 18(14)-0        | Первая тяжёлая    | 9 апреля 1988    | 25 лет 5 месяцев и 21 день   | Карлос Де Леон (44-4)            | 28 лет 11 месяцев и 6 дней   | Caesars Palace, Sports Pavilion, Лас-Вегас, Невада, США      | TKO8 (12) 1:08  | Защитил титул чемпиона мира по версии WBA, 5-я защита Холифилда. Защитил титул чемпиона мира по версии IBF, 3-я защита Холифилда. Завоевал титул чемпиона мира по версии WBC, 4-я защита Де Леона.                                                                          |
| 17  | 17(13)-0        | Первая тяжёлая    | 5 декабря 1987   | 25 лет 1 месяц и 16 дней     | Дуайт Мохаммед Кави (2) (28-4-1) | 34 года и 11 месяцев         | Convention Center, Атлантик-Сити, Нью-Джерси, США            | KO4 (15) 2:30   | Кави в нокдауне 2 раза в 4 раунде. Защитил титул чемпиона мира по версии WBA, 4-я защита Холифилда. Защитил титул чемпиона мира по версии IBF, 2-я защита Холифилда. |
| 16  | 16(12)-0        | Первая тяжёлая    | 15 августа 1987  | 24 года 9 месяцев и 27 дней  | Осси Окасио (21-4-1)             | 32 года и 3 дня              | Parking du Nouveau Port, Сен-Тропе, Вар, Франция             | TKO11 (15) 1:24 | Защитил титул чемпиона мира по версии WBA, 3-я защита Холифилда. Защитил титул чемпиона мира по версии IBF, 1-я защита Холифилда. |
| 15  | 15(11)-0        | Первая тяжёлая    | 15 мая 1987      | 24 года 6 месяцев и 26 дней  | Рикки Парки (20-4)               | 30 лет 6 месяцев и 8 дней    | Caesars Palace, Лас-Вегас, Невада, США                       | TKO3 (15) 2:44  | Защитил титул чемпиона мира по версии WBA, 2-я защита Холифилда. Завоевал титул чемпиона мира по версии IBF, 2-я защита Парки. |
| 14  | 14(10)-0        | Первая тяжёлая    | 14 февраля 1987  | 24 года 3 месяца и 26 дней   | Генри Тиллмен (14-1)             | 27 лет 6 месяцев и 13 дней   | Bally’s Hotel & Casino, Голдвин Балрум, Рино, Невада, США    | TKO7 (15) 1:43  | Тиллмен в нокдауне во 2 раунде. Тиллмен в нокдауне 3 раза в 7 раунде. Бой остановлен по правилу 3 нокдаунов. Защитил титул чемпиона мира по версии WBA, 1-я защита Холифилда.                                                                                               |
| 13  | 13(9)-0         | Первая тяжёлая    | 8 декабря 1986   | 24 года 1 месяц и 19 дней    | Майк Брозерс (15-4)              |                              | Париж, Париж, Франция                                        | TKO3 (10)       | |
| 12  | 12(8)-0         | Первая тяжёлая    | 12 июля 1986     | 23 года 8 месяцев и 23 дня   | Дуайт Мохаммед Кави (26-2-1)     | 33 года 6 месяцев и 7 дней   | The Omni, Атланта, Джорджия, США                             | SD15 (15)       | 144-140 141-143 147-138.Завоевал титул чемпиона мира по версии WBA, 2-я защита Кави. |
| 11  | 11(8)-0         | Первая тяжёлая    | 28 мая 1986      | 23 года 7 месяцев и 9 дней   | Терри Мирмс (13-12)              | 33 года 5 месяцев и 12 дней  | Metairie, Луизиана, США                                      | KO5 (10) 1:12   | |
| 10  | 10(7)-0         | Первая тяжёлая    | 6 апреля 1986    | 23 года 5 месяцев и 18 дней  | Джесси Шелби (12-2-1)            | 25 лет 11 месяцев и 8 дней   | Memorial Coliseum, Корпус-Кристи, Техас, США                 | KO3 (10) 3:07   | |
| 9   | 9(6)-0          | Первая тяжёлая    | 1 марта 1986     | 23 года 4 месяца и 10 дней   | Чисанда Мутти (23-5-2)           | 29 лет и 17 дней             | Lancaster Host Resort, Ланкастер, Пенсильвания, США          | TKO3 (10) 1:37  | |
| 8   | 8(5)-0          | Первая тяжёлая    | 21 декабря 1985  | 23 года 2 месяца и 2 дня     | Энтони Дэвис (17-3)              | 29(30) лет                   | Pavilion Convention Center, Вирджиния-Бич, Виргиния, США     | TKO4 (10) 1:31  | |
| 7   | 7(4)-0          | Первая тяжёлая    | 30 октября 1985  | 23 года и 11 дней            | Джефф Мичем (5-1)                |                              | Harrah’s Marina Hotel Casino, Атлантик-Сити, Нью-Джерси, США | TKO5 (8) 1:02   | Мичем в нокдауне в 3 раунде. Мичем в нокдауне в 4 раунде. Мичем в нокдауне в 5 раунде. |
| 6   | 6(3)-0          | Первая тяжёлая    | 29 августа 1985  | 22 года 10 месяцев и 10 дней | Рик Майерс (8-12-1)              | 27 лет 11 месяцев и 5 дней   | The Omni, Атланта, Джорджия, США                             | RTD1 (8) 3:00   | |
| 5   | 5(2)-0          | Первая тяжёлая    | 20 июля 1985     | 22 года 9 месяцев и 1 день   | Тайрон Буз (10-3-2)              | 26 лет 5 месяцев и 8 дней    | Scope Arena, Норфолк, Виргиния, США                          | UD8 (8)         | |
| 4   | 4(2)-0          | Полутяжёлая       | 20 апреля 1985   | 22 года 6 месяцев и 1 день   | Марк Ривера (12-1)               |                              | Memorial Coliseum, Корпус-Кристи, Техас, США                 | TKO2 (8) 2:46   | Ривера 2 раза в нокдауне во 2 раунде. |
| 3   | 3(1)-0          | Полутяжёлая       | 13 марта 1985    | 22 года 4 месяца и 22 дня    | Фред Браун (18-35-2)             | 28 лет 9 месяцев и 26 дней   | Scope Arena, Норфолк, Виргиния, США                          | TKO1 (6) 1:56   | |
| 2   | 2(0)-0          | Первая тяжёлая    | 20 января 1985   | 22 года 3 месяца и 1 день    | Эрик Винбуш (14-8)               | 33 года 2 месяца и 16 дней   | Harrah’s Marina Hotel Casino, Атлантик-Сити, Нью-Джерси, США | UD6 (6)         | Винбуш в нокдауне во 2 раунде. |
| 1   | 1(0)-0          | Полутяжёлая       | 15 ноября 1984   | 22 года и 27 дней            | Лионель Бюарм (9-1-2)            | 22 года 10 месяцев и 14 дней | Madison Square Garden, Нью-Йорк, Нью-Йорк, США               | UD6 (6)         | 6-0,25 5-1 4-2. |
| Бой | Рекорд          | Весовая категория | Дата             | Возраст                      | Соперник                         | Возраст соперника            | Место боя                                                    | Результат       | Данные о бое |

### Результаты показательных боёв
В таблице перечислены результаты всех поединков боксёров.
В каждой строке указан результат поединка. Дополнительно номер поединка обозначен цветом, который обозначает итог поединка. Расшифровка обозначений и цветов представлена в нижеследующей таблице.
| Пример | Расшифровка                     |
| ------ | ------------------------------- |
|        | Победа                          |
|        | Ничья                           |
|        | Поражение                       |
|        | Планируемый поединок            |
|        | Поединок признан несостоявшимся |
| КО     | Нокаут                          |
| ТКО    | Технический нокаут              |
| PTS    | Решение судей (по очкам)        |
| UD     | Единогласное решение судей      |
| MD     | Решение большинства судей       |
| SD     | Раздельное решение судей        |
| RTD    | Отказ от продолжения боя        |
| DQ     | Дисквалификация                 |
| NC     | Поединок признан несостоявшимся |

| Бой | Дата             | Возраст                     | Соперник            | Возраст соперника           | Место боя                                          | Результат       | Данные о бое                     |
| --- | ---------------- | --------------------------- | ------------------- | --------------------------- | -------------------------------------------------- | --------------- | -------------------------------- |
| 2   | 11 сентября 2021 | 58 лет 10 месяцев и 23 дня  | Витор Белфорт (1-0) | 44 года 5 месяцев и 10 дней | Seminole Hard Rock Hotel and Casino, Холливуд, США | TKO1 (8x2) 1:49 |                                  |
| 1   | 15 мая 2015      | 52 года 6 месяцев и 26 дней | Митт Ромни (0-0)    | 68 лет 2 месяца и 3 дня     | Солт-Лейк-Сити, США                                | RTD3            | Холифилд в нокдауне во 2 раунде. |
| Бой | Дата             | Возраст                     | Соперник            | Возраст соперника           | Место боя                                          | Результат       | Данные о бое                     |